# Allena Gud i himmelrik
Allena Gud i himmelrik (plattyskt original 1525: Allene Godt in der höye sey eer, på högtyska 1539, Allein Gott in der Höh' sei Ehr, en omdiktning av mässans "Gloria in excelsis Deo") är en lovpsalm (tillika "ståpsalm") av Nicolaus "Tech" Decius från 1526, som också gjort melodin som trycktes 1539 i Geistliche Lieder utifrån en gammalkyrklig sekvens. Psalmen översattes till danska av prosten på Bornholm, Arvid Pedersøn, 1529, och därifrån till svenska av okänd 1567, troligen till titelraden "Alleneste Gudh i Himmelrijk". Den bearbetades av Johan Olof Wallin 1816 och ytterligare något inför 1986 års psalmbok. 
Första versen har under århundraden använts som lovpsalm (det liturgiska momentet Laudamus) i svenska kyrkor.

## Publicerad i
- Then Swenska Psalmeboken 1568

- 1572 års psalmbok med titeln ALeneste Gudh i himmelrik under rubriken "Någhra Hymner och andra Loffsonger om Christi födelse".[1]

- Göteborgspsalmboken under rubriken "Om Christi Födelse".[2]
- 1695 års psalmbok som nr 192 under rubriken "Om then Hel. Trefaldighet".
- 1819 års psalmbok som nr 24 under rubriken "Guds enhet och treenighet".
- Stockholms söndagsskolförenings sångbok 1882 som nr 82 med vers 1 och 5, under rubriken "Psalmer".
- Sabbatstoner 1888 sång nr 36 med 2 verser
- Sionstoner 1889 som nr 437 med verserna 1-5, under rubriken "Psalmer"
- Svensk söndagsskolsångbok 1908 som nr 151 under rubriken "Böne- och lovsånger".
- Svenska Missionsförbundets sångbok 1920 som nr 3 under rubriken "Guds härlighet".
- Svenska Frälsningsarméns sångbok 1922 som nr 9 under rubriken "Inledningssånger och psalmer ".
- Svensk söndagsskolsångbok 1929 som nr 165 under rubriken "Böne- och lovsånger".
- Frälsningsarméns sångbok 1929 som nr 578 under rubriken "Begynnelse och avslutningssånger".
- Musik till Frälsningsarméns sångbok 1930 som nr 578.
- 1937 års psalmbok som nr 24 under rubriken "Trefaldighetspsalmer".
- Frälsningsarméns sångbok 1946 som nr 578 under rubriken "Begynnelse och slutsånger"
- Förbundstoner 1957 som nr 4 under rubriken "Guds härlighet och trofasthet: Tillbedjan och lov".
- Psalmer för bruk vid krigsmakten 1961 som nr 24 vers 1.
- Frälsningsarméns sångbok 1968 som nr 702 under rubriken "Begynnelse Och Avslutning".
- Sionstoner 1972 som nr 7.
- 1986 års psalmbok som nr 18 under rubriken "Treenigheten".
- Finlandssvenska psalmboken 1986 som nr 147 under rubriken "Guds treenighet".
- Finlandssvenska psalmboken 1986, tilläggshäftet ”Sång i Guds värld”, 2015, som nr 806 under rubriken Lovsång, en del av 1. vers, med ny musik
- Lova Herren 1988 som nr 1 en ingångspsalm under rubriken "Guds heliga trefaldighet".
- Cecilia 2013 som nr 29 under rubriken "Treenigheten".